# Honoré Guibert
Pour les articles homonymes, voir Guibert.
Honoré Jean Guibert, né à Avignon en 1720 et mort à Paris le 18 février 1791, est un ébéniste sculpteur français. 

## Biographie
Beau-frère du peintre Joseph Vernet (son épouse est Agathe Faustine Vernet), dont il exécute les bordures des vues des ports de France, il devient le collaborateur de l'architecte Ange-Jacques Gabriel, qu'il a rencontré à Parme en 1751. Il réalise les sculptures des boiseries du Petit Trianon, en particulier les profusions florales des pièces de l'étage noble du château, mais aussi les décors des façades. Auparavant, il contribue au nouveau bâtiment du trésor de Notre-Dame de Paris.
Son fils Jean Honoré devient lui aussi sculpteur et sa fille Marguerite épouse en 1772 le sculpteur Louis-Simon Boizot.

## Œuvre
- Château du Petit Trianon